# Obrankovec
Obrankovec falu Horvátországban, Varasd megyében. Közigazgatásilag Sveti Đurđhoz tartozik.

## Fekvése
Varasdtól 21 km-re keletre, községközpontjától 1 km-re délre a Dráva jobb partján fekszik.

## Története
A falu 1464-ben már ezen a néven szerepel a ludbregi uradalom települései között. Története során végig a szentgyörgyi plébániához tartozott. Az 1680-as egyházi vizitáció szerint 16 ház állt a faluban.
1857-ben 107, 1910-ben 146 lakosa volt. 1920-ig Varasd vármegye Ludbregi járásához tartozott. 2001-ben 41 háza és 132 lakosa volt.